# Kresy

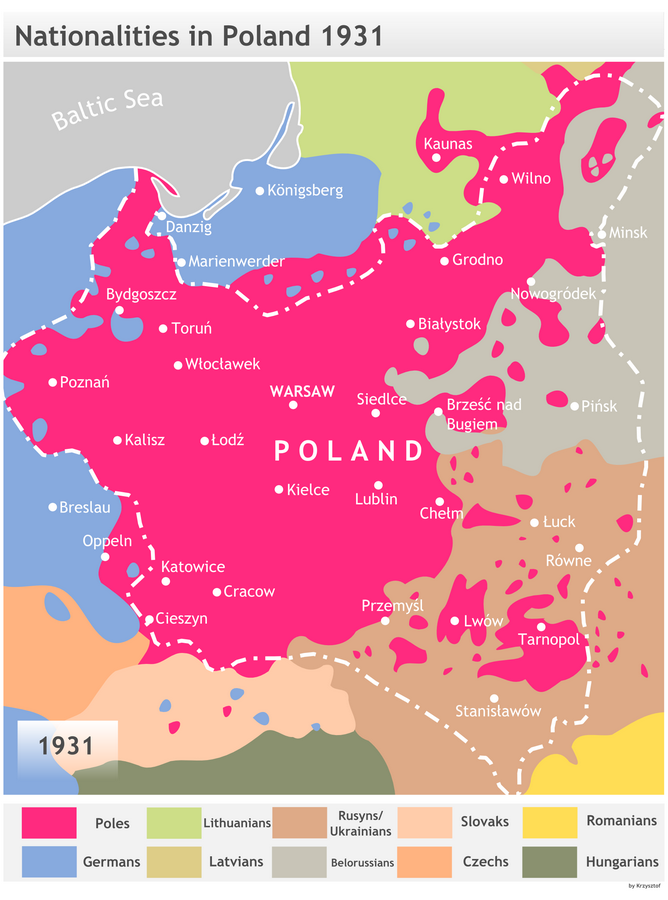
Etnická mapa Polska v roce 1931

Kresy nebo Kresy Wschodnie je označení, které používají Poláci pro oblasti, které byly do roku 1939 součástí polského státu. Název pochází z výrazu kres (hranice, zřejmě z německého Kreis), jako první termín údajně použil básník Wincenty Pol v roce 1854. Polsko-litevská unie ovládala od středověku rozsáhlá území na východě, která se z historických důvodů stala součástí druhé polské republiky, i když v nich žili převážně Ukrajinci a Bělorusové (polská byla hlavně velká města jako Lvov a Vilnius), Poláci však dominovali (počítáme vesnice a malá města) v regionech Vilnius, Grodno, Lvov a Tarnopol a také okolí města Lida a Baranavičy. V roce 1939 se Kresy v důsledku paktu Ribbentrop–Molotov staly součástí SSSR. Po skončení druhé světové války byla stanovena hranice na řece Bug a většina Poláků z Kresů byla vystěhována do Slezska a Pomořan, kde zaujali místo odsunutých Němců. Jsou označováni jako Zabužanie – Spoza Bugem.
Před druhou světovou válkou zahrnovaly Kresy také regiony Bělostok, Suvalky, Řešov a Přemyšl, ale tyto oblasti zůstaly v Polsku i po roce 1945, ale před válkou dominovali také etnicky Poláci.
Po válce (v letech 1945–1957) byla většina polských obyvatel Kresů vysídlena. V oblasti Vilniusu, Grodna a Lida však většina Poláků zůstala, což znamená, že dnes některé z těchto oblastí obývají převážně Poláci.
Pojem Kresů vyvolává v Polsku dosud značnou nostalgii, oblast je vnímána jako kolébka polské kultury (narodili se tu Adam Mickiewicz, Joseph Conrad nebo Juliusz Słowacki). Kresy byly v polské literatuře tradičně zobrazovány jako nová hranice, volný prostor, kde je možno žít v souladu s přírodou. V poslední době jsou dějiny Kresů a ideologie sarmatismu zkoumány pomocí postkoloniální teorie a také kritizován nostalgicko-romantický přístup zakrývající povědomí o polském kolonialismu v této oblasti.